# DigiKam
DigiKam is een fotobeheer- en beeldbewerkingsprogramma voor KDE en TDE. Het is vergelijkbaar met Adobe Bridge en ACDSee en wordt door een groot team van vrijwilligers geschreven als onderdeel van KDE Extragear in de programmeertaal C++. Hierdoor kan het zijn eigen releasecyclus behouden en wordt het dus onafhankelijk uitgebracht van de rest van KDE. Op TDE wordt het uitgaveschema van TDE gevolgd. Zoals de meeste KDE- en TDE-programma's is ook digiKam in het Nederlands vertaald.

## Functies
DigiKam slaat foto's op in een SQL-database die het mogelijk maakt om foto's door middel van EXIF-metadata, tags en quoteringen foto's te vinden en te organiseren. Extra functies om beelden te bewerken kunnen door middel van KIPI-plug-ins toegevoegd worden.
DigiKam heeft ondersteuning voor het RAW-bestandsformaat en maakt daarvoor gebruik van de bibliotheek libraw.
Versie 3 bevat diverse verbeteringen die ontwikkeld zijn tijdens Google Summer of Code 2012. Vanaf versie 3.0 kan er een diavoorstelling gemaakt worden van een collectie foto's die vervolgens wordt opgeslagen in een videoformaat. Daarnaast is het vanaf versie 3 ook mogelijk om metadata van video's te bekijken.
Versie 4 bevat een nieuw gereedschap om tag-hiërarchieën te organiseren, een nieuw gereedschap om beeldkwaliteit te verwerken en automatisch taggen van afbeeldingen met Pick Labels. Er werden ook verbeteringen aangebracht aan het importeergereedschap. DigiKam 4.0 is daarnaast sneller doordat het efficiënter gebruikmaakt van multicoresystemen. Onder meer verscherpen, contrast veranderen, ruisreductie en visuele effecten zijn daardoor sneller uit te voeren op computers met multicoreprocessors.
De Qt4-code gebruikt in versie 4 model-view. Daarnaast is er werk gestoken in het uitfaseren van Qt3-code en het migreren naar nieuwe Qt4-widgets, die meer compatibel zijn met Qt5.
Sinds versie 5 voor KDE is DigiKam bijna volledig geporteerd naar Qt5.